# Michael Burleigh
Michael Burleigh, född 3 april 1955, är en brittisk historiker och författare. Han mottog 2001 Samuel Johnson Prize för boken The Third Reich: A New History.